# Spoorlijn Finnentrop - Wennemen
De spoorlijn Finnentrop - Wennemen was een Duitse spoorlijn en was als spoorlijn 2861 onder beheer van DB Netze.

## Geschiedenis
Het traject werd door de Preußische Staatseisenbahnen geopend op 16 januari 1911. In 1966 werd het personenvervoer op de lijn gestaakt, het goederenvervoer werd in fases opgeheven tussen 1966 en 1994.

## Aansluitingen
In de volgende plaatsen was er een aansluiting op de volgende spoorlijnen:
Plettenberg
DB 2800, spoorlijn tussen Hagen en Haiger
Wenholthausen
DB 2862, spoorlijn tussen Altenhundem en Wenholthausen
Wennemen
DB 2550, spoorlijn tussen Aken en Kassel